# Eskilssjön, Skåne
Eskilssjön är i huvudsak en våtmark, tidigare en sjö i Hässleholms kommun i Skåne och ingår i Helge ås huvudavrinningsområde.